# Iker Camaño
Iker Camaño Ortuzar (Santurtzi, 14 marzo 1979) è un ex ciclista su strada spagnolo, professionista dal 2002 al 2015.

## Carriera
Passa professionista nel 2002 con la Phonak di Urs Freuler, in cui rimane per due stagioni. Nel 2004 si trasferisce all'Euskaltel-Euskadi, con cui prende parte a tre Tour de France in tre stagioni. Tra il 2007 ed il 2009 corre per la Saunier Duval/Scott/Fuji, la squadra di Mauro Gianetti, prendendo parte a un Tour de France, una Vuelta a España e due Giri d'Italia, e vincendo una tappa alla Vuelta a Chihuahua nel 2008.
Dopo alcuni mesi lontani dalle corse, nel luglio del 2010 entra a far parte dell'Endura Racing, formazione britannica con licenza UCI Continental. Con questo team vince una tappa e la classifica generale del Cinturón Ciclista Internacional a Mallorca e una tappa al Tour of Norway nel 2011, e una tappa al Grande Prémio Internacional de Torres Vedras nel 2012.
Nel 2013, con la fusione tra Endura e NetApp, passa tra le file del Team NetApp-Endura. Rimane in questa squadra fino al termine del 2014, prima di annunciare il ritiro dall'attività nel gennaio 2015.

## Palmarès
- 2008 (Scott-American Beef, una vittoria)

4ª tappa Vuelta a Chihuahua (Pitorreal > Divisadero, a cronometro)
- 2011 (Endura Racing, tre vittorie)

2ª tappa Cinturón Ciclista Internacional a Mallorca (Alcúdia > Pollença)
Classifica generale Cinturón Ciclista Internacional a Mallorca
4ª tappa Tour of Norway (Jessheim > Hamar)
- 2012 (Endura Racing, una vittoria)

Prologo Grande Prémio Internacional de Torres Vedras (Torres Vedras)

### Altri successi
- 2011

1ª tappa Czech Cycling Tour (Uničov > Uničov, cronometro a squadre)

## Piazzamenti

### Grandi Giri
- Giro d'Italia

2008: 75º
2009: 39º
- Tour de France

2004: 26º
2005: 69º
2006: 34º
2007: 53º
- Vuelta a España

2007: 34º
2013: 67º

### Classiche monumento
- Milano-Sanremo

2014: ritirato
- Liegi-Bastogne-Liegi

2004: 102º
2006: 40º
2014: 57º
- Giro di Lombardia

2013: ritirato